# یواس‌اس ترنتون (۱۸۷۶)
یواس‌اس ترنتون (۱۸۷۶) (به انگلیسی: USS Trenton (1876)) یک کشتی بود که طول آن ۲۵۳ فوت (۷۷ متر) بود. این کشتی در سال ۱۸۷۶ ساخته شد.